# Општина Пехчево
Општина Пехчево је једна од 11 општина Источног региона у Северној Македонији. Седиште општине је истоимени градић Пехчево.

## Положај
Општина Пехчево налази се у источном делу Северне Македоније и погранична је са Бугарском на истоку. Са других страна налазе се друге општине Северне Македоније:
- север — Општина Делчево
- југ — Општина Берово

## Природне одлике
Рељеф: Општина Пехчево налази се у горњем делу долине реке Брегалнице, на делу тока кроз клисуру и област Пијанец. На северу се налази планина Гољак, на истоку планина Влајна, а на југу Малешевске планине.
Клима: У општини влада оштрија варијанта умерено континенталне климе због знатне надморске висине.
Воде: Брегалница, најзначајнији водоток у области, протиче западним делом општине. Други мањи водотоци се уливају у ову реку.

## Становништво
Општина Пехчево имала је по последњем попису из 2002. г. 5.517 ст., од чега у седишту општине, Пехчеву, 3.193 ст. (58%). Општина је ретко насељена, посебно сеоско подручје.
Национални састав по попису из 2002. године био је:
|           | Број  | Постотак |
| Укупно    | 5.517 | 100%     |
| Македонци | 4.737 | 85,9%    |
| Роми      | 390   | 7,1%     |
| Турци     | 357   | 6,5%     |
| остали    | 33    | 0,6%     |

## Насељена места
У општини постоји 7 насељених места, једно градско — град Пехчево, а осталих 6 насеља са статусом села:
| - Пехчево - Негрево - Панчарево - Робово | - Умљена - Црник - Чифлик |  |